# Ouville-la-Rivière
Ouville-la-Rivière là một xã thuộc tỉnh Seine-Maritime trong vùng Normandie miền bắc nước Pháp.